# Route 97 (Islande)
Pour les articles homonymes, voir Route 97.
La Route 97 (Þjóðvegur 97) ou Breiðdalsvíkurvegur est une route islandaise qui relie Breiðdalsvík à la Route 1 dans la région de Austurland.

## Trajet
- Breiðdalsvík
- Route 1